# Frauenklinik Darmstadt
Die Frauenklinik Darmstadt (auch: Otto-Bartning-Bau) ist ein Meisterbau in Darmstadt.

## Architektur und Geschichte
Im Jahr 1951 wurden die, von namhaften Architekten aus dem In- und Ausland entworfenen, Darmstädter „Meisterbauten“ – im Rahmen der Ausstellung „Mensch und Raum“ – der Öffentlichkeit vorgestellt.
Die im Jahr 1954 eröffnete Frauenklinik gehört zu den fünf in Darmstadt ausgeführten „Meisterbauten“.
Die Architekten Otto Bartning und Otto Dörzbach wollten mit dem Bau der neuen Frauenklinik die auf dem Areal bereits vorhandenen Klinikbauten ordnend zusammenfassen.
Der gebogene Baukörper war als „Rückgrat“ für die gesamte Bebauung vorgesehen; er wurde aber nur zum Teil ausgeführt.
Das sechsgeschossige Staffelgeschossgebäude besitzt ein Satteldach.
Seine Gestalt gewinnt das Gebäude durch die Sichtbarmachung der unterschiedlichen Zimmertiefen nach außen, dem an der Kopfseite vorgerückten Treppenhaus, dem zurückgesetzten Dachgeschoss mit umlaufenden Balkonen und der feingliedrigen Fassadenteilung.
Für die damalige Zeit ungewöhnlich war die moderne und funktionelle Ausstattung, die hellen Farben, der fortschrittliche Schallschutz und die großen Fenster nach Süden zum Garten hin.
Bemerkenswert ist das reliefierte Mosaik im Eingangsbereich der Frauenklinik.
Die Frauenklinik wurde, als typisches Beispiel für die Architektur der 1950er Jahre in Darmstadt, unter Denkmalschutz gestellt.

## Bildergalerie

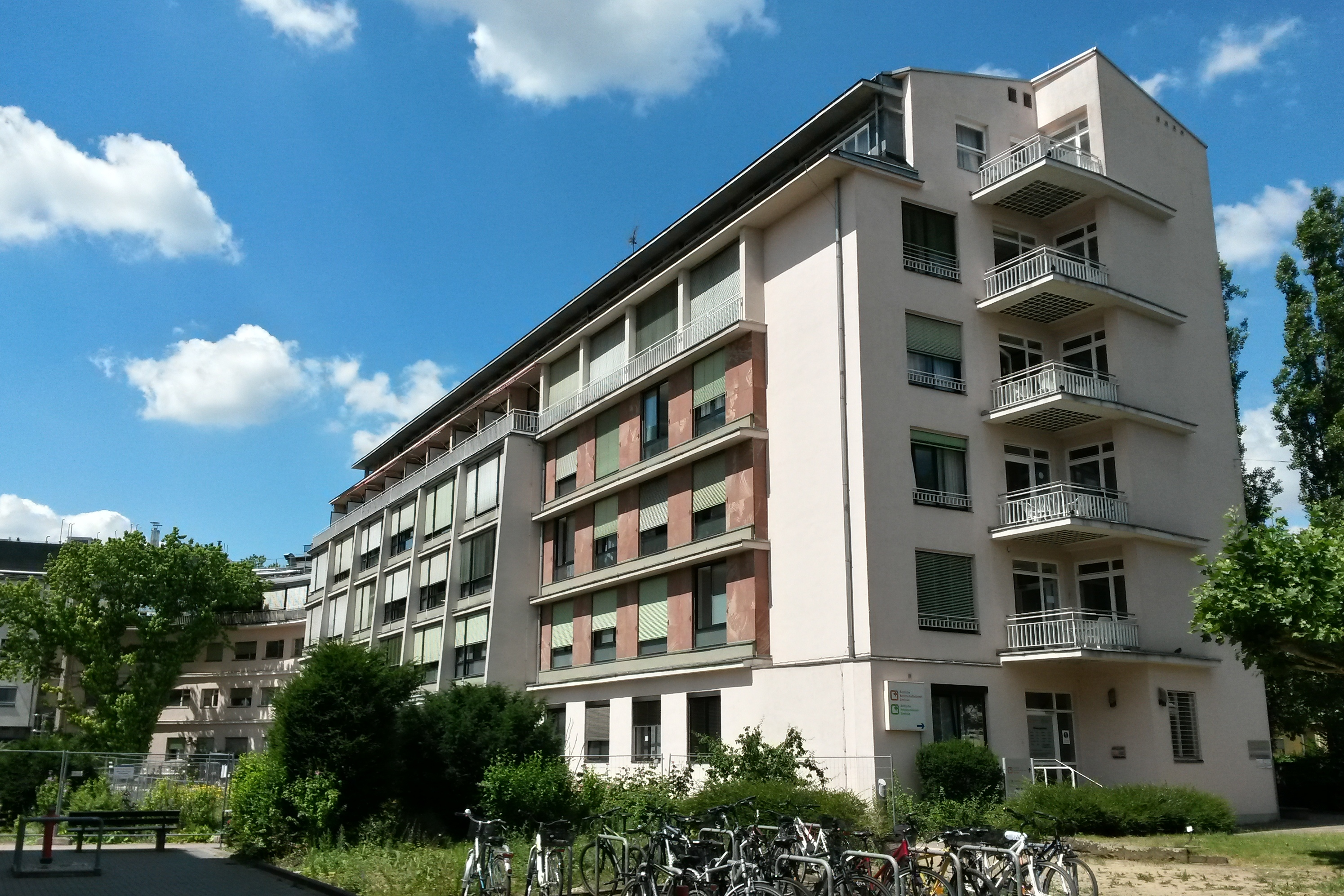
Frauenklinik (2016)
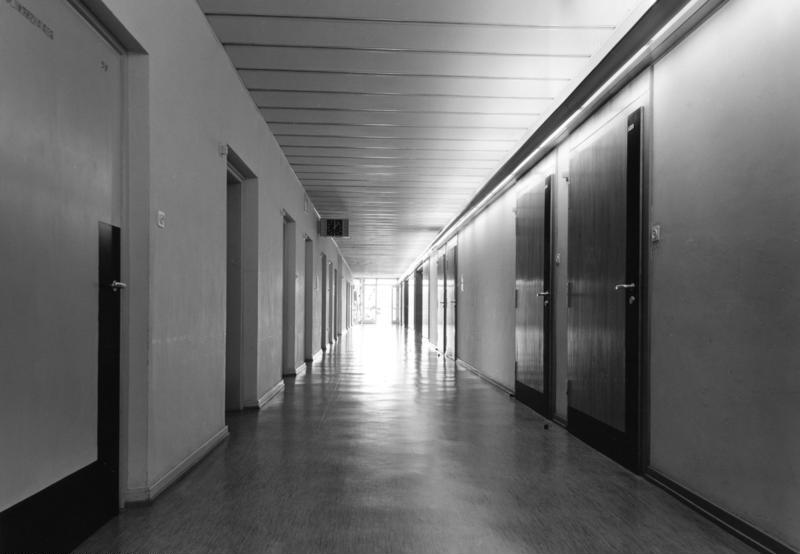
Stationsflur (1959)
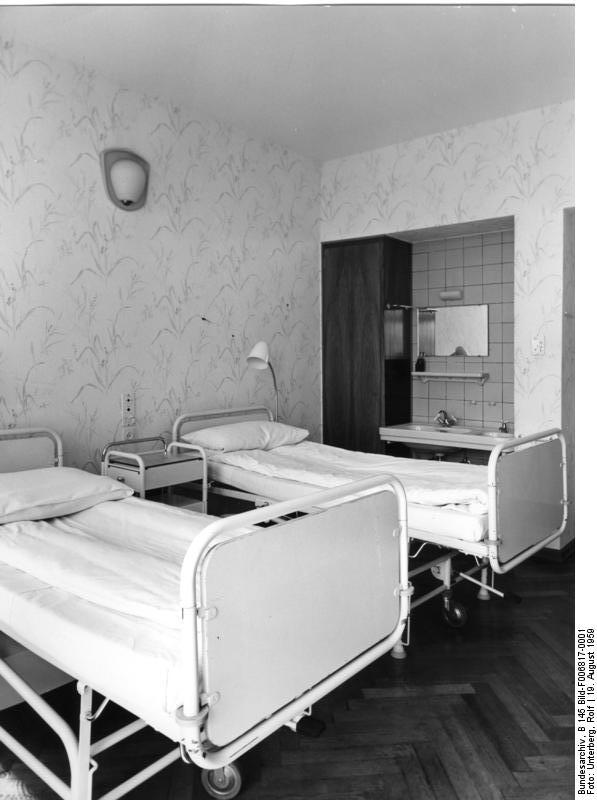
2-Bett-Krankenzimmer der Privatstation (1959)
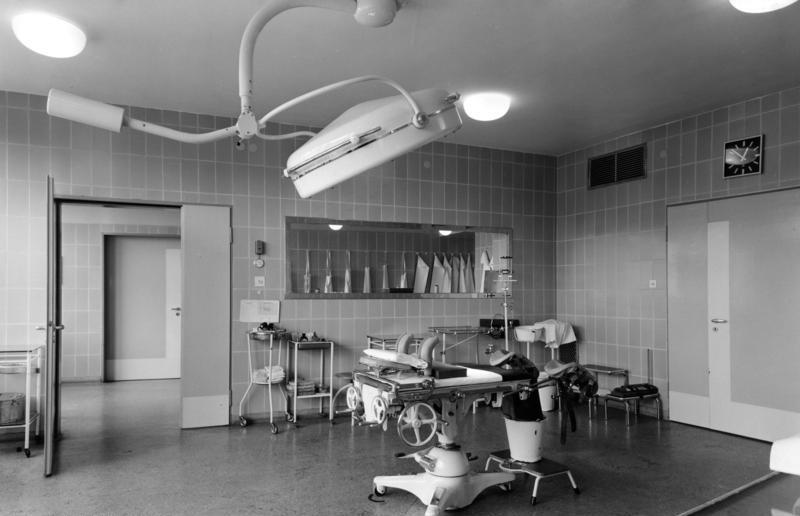
Aseptischer Operationssaal (1959)
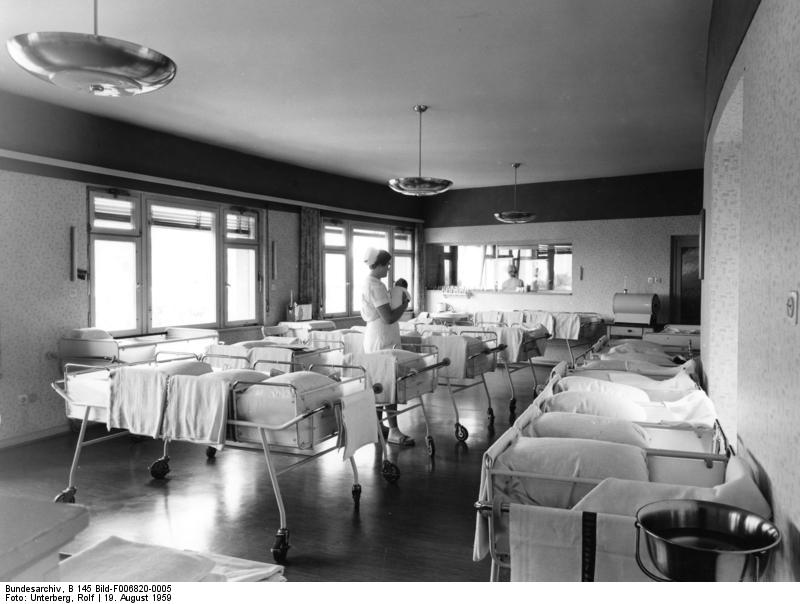
Säuglingsraum (1959)